# Musei diocesani italiani
Questa è una lista che elenca i musei diocesani esistenti in Italia.

## Musei dell'Abruzzo
- Museo capitolare di Atri (Diocesi di Teramo-Atri)
- Museo diocesano di Castelvecchio Subequo (Diocesi di Sulmona-Valva)
- Museo d'arte sacra della Marsica di Celano (Diocesi di Avezzano)
- Museo diocesano teatino di Chieti (Arcidiocesi di Chieti-Vasto)
- Museo arcivescovile di L'Aquila (Arcidiocesi dell'Aquila)
- Museo diocesano di Lanciano (Arcidiocesi di Lanciano-Ortona)
- Museo diocesano di Ortona (Arcidiocesi di Lanciano-Ortona)
- Museo civico diocesano di Penne (Arcidiocesi di Pescara-Penne)
- Museo diocesano di Sulmona (Diocesi di Sulmona-Valva)

## Musei della Basilicata
- Museo diocesano di Acerenza (Arcidiocesi di Acerenza)
- Museo diocesano di Matera (Arcidiocesi di Matera-Irsina)
- Museo diocesano di Melfi (Diocesi di Melfi-Rapolla-Venosa)
- Museo diocesano di Potenza (Arcidiocesi di Potenza-Muro Lucano-Marsico Nuovo)
- Museo diocesano di Tricarico (Diocesi di Tricarico)
- Museo diocesano di Tursi (Diocesi di Tursi-Lagonegro)

## Musei della Calabria
- Museo diocesano d'arte sacra di Cassano all'Ionio (Diocesi di Cassano all'Jonio)
- Museo diocesano d'arte sacra di Catanzaro (Arcidiocesi di Catanzaro-Squillace)
- Museo diocesano e del Codex di Corigliano-Rossano (Arcidiocesi di Rossano-Cariati)
- Museo diocesano di Cosenza (Arcidiocesi di Cosenza-Bisignano)
- Museo diocesano di Gerace (Diocesi di Locri-Gerace)
- Museo diocesano d'arte sacra di Lamezia Terme (Diocesi di Lamezia Terme)
- Museo diocesano di Lungro (Eparchia di Lungro)
- Museo statale e diocesano di Mileto (Diocesi di Mileto-Nicotera-Tropea)
- Museo diocesano d'arte sacra di Nicotera (Diocesi di Mileto-Nicotera-Tropea)
- Museo diocesano di Oppido Mamertina (Diocesi di Oppido Mamertina-Palmi)
- Museo diocesano di Reggio Calabria (Arcidiocesi di Reggio Calabria-Bova)
- Museo diocesano di San Marco Argentano (Diocesi di San Marco Argentano-Scalea)
- Museo diocesano d'arte sacra di Santa Severina (Arcidiocesi di Crotone-Santa Severina)
- Museo diocesano di Tropea (Diocesi di Mileto-Nicotera-Tropea)

## Musei della Campania
- Museo diocesano di Amalfi (Arcidiocesi di Amalfi-Cava de' Tirreni)
- Museo diocesano di Ariano Irpino (Diocesi di Ariano Irpino-Lacedonia)
- Museo diocesano di Benevento (Arcidiocesi di Benevento)
- Museo diocesano di Capua (Arcidiocesi di Capua)
- Museo diocesano di Caserta (Diocesi di Caserta)
- Museo diocesano di Castellammare di Stabia (Arcidiocesi di Sorrento-Castellammare di Stabia)
- Museo diocesano di Napoli (Arcidiocesi di Napoli)
- Museo diocesano San Prisco di Nocera Inferiore (Diocesi di Nocera Inferiore-Sarno)
- Museo diocesano e lapidario di Nola (Diocesi di Nola)
- Museo diocesano di Pozzuoli (Diocesi di Pozzuoli)
- Museo diocesano San Matteo di Salerno (Arcidiocesi di Salerno-Campagna-Acerno)
- Museo diocesano di Sant'Agata de' Goti (Diocesi di Cerreto Sannita-Telese-Sant'Agata de' Goti)
- Museo diocesano di Teggiano (Diocesi di Teggiano-Policastro)
- Museo diocesano di Vallo della Lucania (Diocesi di Vallo della Lucania)

## Musei dell'Emilia-Romagna
- Museo diocesano dell'arredo sacro di Bertinoro (Diocesi di Forlì-Bertinoro)
- Museo interreligioso di Bertinoro (Diocesi di Forlì-Bertinoro)
- Museo diocesano di Bobbio (Diocesi di Piacenza-Bobbio)
- Museo diocesano di San Petronio di Bologna (Arcidiocesi di Bologna)
- Museo diocesano di Carpi (Diocesi di Carpi)
- Museo diocesano di Cesena (Diocesi di Cesena-Sarsina)
- Museo diocesano d'arte sacra di Faenza (Diocesi di Faenza-Modigliana)
- Museo della cattedrale di Ferrara (Arcidiocesi di Ferrara-Comacchio)
- Museo diocesano di Fidenza (Diocesi di Fidenza)
- Museo diocesano d'arte sacra di Forlì (Diocesi di Forlì-Bertinoro)
- Museo diocesano Pio IX di Imola (Diocesi di Imola)
- Musei del duomo di Modena (Arcidiocesi di Modena-Nonantola)
- Museo diocesano d'arte sacra e benedettino di Nonantola (Arcidiocesi di Modena-Nonantola)
- Museo diocesano di Parma (Diocesi di Parma)
- Museo diocesano del Montefeltro di Pennabilli (Diocesi di San Marino-Montefeltro)
- Kronos - Museo della cattedrale di Piacenza (Diocesi di Piacenza-Bobbio)
- Museo arcivescovile di Ravenna (Arcidiocesi di Ravenna-Cervia)
- Museo diocesano di Reggio Emilia (Diocesi di Reggio Emilia-Guastalla)
- Museo d'arte sacra di San Leo (Diocesi di San Marino-Montefeltro)
- Museo diocesano d'arte sacra di Sarsina (Diocesi di Cesena-Sarsina)

## Musei del Friuli-Venezia Giulia
- Museo cristiano e tesoro del duomo di Cividale del Friuli (Arcidiocesi di Udine)
- Museo diocesano d'arte sacra di Aquileia (Arcidiocesi di Gorizia)
- Museo diocesano di Concordia-Pordenone (Diocesi di Concordia-Pordenone)
- Museo diocesano di Gorizia (Arcidiocesi di Gorizia)
- Museo diocesano di Trieste (Diocesi di Trieste)
- Museo diocesano e gallerie del Tiepolo di Udine (Arcidiocesi di Udine)

## Musei del Lazio
- Museo diocesano di Gaeta
- Museo diocesano d'arte sacra di Orte
- Museo diocesano di Rieti
- Museo diocesano di Velletri

## Musei della Liguria
- Museo diocesano di Albenga (Diocesi di Albenga-Imperia)
- Museo diocesano di Brugnato (Diocesi della Spezia-Sarzana-Brugnato)
- Museo diocesano d'arte sacra di Chiavari (Diocesi di Chiavari)
- Museo diocesano di Genova (Arcidiocesi di Genova)
- Museo diocesano di La Spezia (Diocesi della Spezia-Sarzana-Brugnato)
- Museo diocesano di Sarzana (Diocesi della Spezia-Sarzana-Brugnato)
- Museo del tesoro della cattedrale di Savona (Diocesi di Savona-Noli)
- Museo diocesano di Ventimiglia (Diocesi di Ventimiglia-San Remo)

## Musei della Lombardia
- Museo Adriano Bernareggi di Bergamo (Diocesi di Bergamo)
- Museo diocesano di Brescia (Diocesi di Brescia)
- Museo diocesano di arte sacra di Como (Diocesi di Como)
- Museo diocesano di Cremona (Diocesi di Cremona)
- Museo diocesano d'arte sacra di Lodi (Diocesi di Lodi)
- Museo diocesano Francesco Gonzaga di Mantova (Diocesi di Mantova)
- Museo diocesano di Milano (Arcidiocesi di Milano)
- Museo diocesano di Pavia (Diocesi di Pavia)
- Museo diocesano di Vigevano (Diocesi di Vigevano)

## Musei delle Marche
- Museo diocesano di Ancona (Arcidiocesi di Ancona-Osimo)
- Museo diocesano di Ascoli Piceno (Diocesi di Ascoli Piceno)
- Museo diocesano Giacomo Boccanera di Camerino (Arcidiocesi di Camerino-San Severino Marche)
- Museo diocesano di Fabriano (Diocesi di Fabriano-Matelica)
- Museo diocesano di Fano (Diocesi di Fano-Fossombrone-Cagli-Pergola)
- Museo diocesano di Fermo (Arcidiocesi di Fermo)
- Museo diocesano di Jesi (Diocesi di Jesi)
- Museo-Antico Tesoro della Santa Casa di Loreto (Prelatura territoriale di Loreto)
- Museo diocesano di Macerata (Diocesi di Macerata)
- Museo Sistino Vescovile di Montalto delle Marche (Diocesi di San Benedetto del Tronto-Ripatransone-Montalto)
- Museo diocesano di Osimo (Arcidiocesi di Ancona-Osimo)
- Museo diocesano di Pesaro (Arcidiocesi di Pesaro)
- Museo diocesano di Recanati (Diocesi di Macerata)
- Museo d'arte sacra di San Benedetto del Tronto (Diocesi di San Benedetto del Tronto-Ripatransone-Montalto)
- Museo diocesano di Senigallia (Diocesi di Senigallia)
- Museo diocesano Albani di Urbino (Arcidiocesi di Urbino-Urbania-Sant'Angelo in Vado)

## Musei del Molise
- Museo diocesano di Bojano (Arcidiocesi di Campobasso-Boiano)
- Museo diocesano di Isernia (Diocesi di Isernia-Venafro)
- Museo diocesano di Larino (Diocesi di Termoli-Larino)
- Museo diocesano d'arte sacra di Trivento (Diocesi di Trivento)

## Musei del Piemonte|Piemonte
- Museo diocesano di Alba (Diocesi di Alba)
- Museo diocesano di Alessandria (Diocesi di Alessandria)
- Museo diocesano San Giovanni di Asti (Diocesi di Asti)
- Museo diocesano di Melezet di Bardonecchia (Diocesi di Susa)
- Museo diocesano degli ex voto del Santuario del Crocefisso di Boca (Diocesi di Novara)
- Museo diocesano e del tesoro della cattedrale di Casale Monferrato (Diocesi di Casale Monferrato)
- Museo diocesano San Sebastiano di Cuneo (Diocesi di Cuneo-Fossano)
- Museo diocesano e del tesoro della cattedrale di Cuneo (Diocesi di Cuneo-Fossano)
- Museo diocesano e delle devozioni popolari di Cuneo (Diocesi di Cuneo-Fossano)
- Museo diocesano di Fossano (Diocesi di Cuneo-Fossano)
- Museo diocesano d'arte sacra di Giaglione (Diocesi di Susa)
- Museo diocesano d'arte sacra di Novalesa (Diocesi di Susa)
- Musei della canonica del duomo di Novara (Diocesi di Novara)
- Museo diocesano di Pinerolo (Diocesi di Pinerolo)
- Museo diocesano di arte moderna Dedalo Montali di Rodello (Diocesi di Alba)
- Museo diocesano degli ex voto della basilica della Madonna del Sangue di Re (Diocesi di Novara)
- Museo diocesano di Saluzzo (Diocesi di Saluzzo)
- Museo diocesano di Sommariva Perno (Diocesi di Alba)
- Museo diocesano d'arte sacra di San Giorio di Susa (Diocesi di Susa)
- Museo diocesano d'arte sacra di Susa (Diocesi di Susa)
- Museo diocesano di Torino (Arcidiocesi di Torino)
- Museo diocesano di Tortona (Diocesi di Tortona)
- Museo diocesano dell'opera del duomo di Valenza (Diocesi di Alessandria)
- Museo del Tesoro del Duomo di Vercelli (Arcidiocesi di Vercelli)
- Museo diocesano storico Ghislieri di Vicoforte (Diocesi di Mondovì)

## Musei della Puglia
- Museo diocesano di Altamura (Diocesi di Altamura-Gravina-Acquaviva delle Fonti)
- Museo diocesano di Andria (Diocesi di Andria)
- Museo diocesano di Ascoli Satriano (Diocesi di Cerignola-Ascoli Satriano)
- Museo diocesano di Bari (Arcidiocesi di Bari-Bitonto)
- Museo diocesano di Barletta (Arcidiocesi di Trani-Barletta-Bisceglie)
- Museo diocesano di Bisceglie (Arcidiocesi di Trani-Barletta-Bisceglie)
- Museo diocesano di Bitonto (Arcidiocesi di Bari-Bitonto)
- Museo diocesano di Bovino (Arcidiocesi di Foggia-Bovino)
- Museo diocesano Giovanni Tarantini di Brindisi (Arcidiocesi di Brindisi-Ostuni)
- Museo diocesano di Castellaneta (Diocesi di Castellaneta)
- Museo diocesano di Foggia (Arcidiocesi di Bari-Bitonto)
- Museo diocesano di Gallipoli (Diocesi di Nardò-Gallipoli)
- Museo capitolare d'arte sacra di Gravina in Puglia (Diocesi di Altamura-Gravina-Acquaviva delle Fonti)
- Museo diocesano d'arte sacra di Lecce (Arcidiocesi di Lecce)
- Museo diocesano di Lucera (Diocesi di Lucera-Troia)
- Museo diocesano di Manfredonia (Arcidiocesi di Manfredonia-Vieste-San Giovanni Rotondo)
- Museo diocesano di Molfetta (Diocesi di Molfetta-Ruvo-Giovinazzo-Terlizzi)
- Museo diocesano di Monopoli (Diocesi di Conversano-Monopoli)
- Museo diocesano di Nardò (Diocesi di Nardò-Gallipoli)
- Museo diocesano di Ugento (Diocesi di Ugento-Santa Maria di Leuca)
- Museo diocesano di Oria (Diocesi di Oria)
- Museo diocesano di Ostuni (Arcidiocesi di Brindisi-Ostuni)
- Museo diocesano di Otranto (Arcidiocesi di Otranto)
- Museo diocesano di San Severo (Diocesi di San Severo)
- Museo diocesano di Taranto (Arcidiocesi di Taranto)
- Museo diocesano di Trani (Arcidiocesi di Trani-Barletta-Bisceglie)
- Museo diocesano di Troia (Diocesi di Lucera-Troia)

## Musei della Sardegna
- Museo diocesano di Ales (Diocesi di Ales-Terralba)
- Museo diocesano di Alghero (Diocesi di Alghero-Bosa)
- Museo diocesano di Cagliari (Arcidiocesi di Cagliari)
- Museo diocesano di Iglesias (Diocesi di Iglesias)
- Museo diocesano di Lanusei (Diocesi di Lanusei)
- Museo diocesano di Nuoro (Diocesi di Nuoro)
- Museo diocesano Arborense di Oristano (Arcidiocesi di Oristano)
- Museo diocesano di Ozieri (Diocesi di Ozieri)
- Museo diocesano di Sassari (Arcidiocesi di Sassari)
- Museo diocesano Polo San Pietro Apostolo di Tempio Pausania (Diocesi di Tempio-Ampurias)

## Musei della Sicilia|Sicilia
- Museo diocesano di Acireale (Diocesi di Acireale)
- Museo diocesano di Agrigento (Arcidiocesi di Agrigento)
- Museo diocesano di Caltagirone (Diocesi di Caltagirone)
- Museo diocesano di Caltanissetta (Diocesi di Caltanissetta)
- Museo diocesano di Catania (Arcidiocesi di Catania)
- Museo diocesano di Cefalù (Diocesi di Cefalù)
- Museo diocesano di Lipari (Arcidiocesi di Messina-Lipari-Santa Lucia del Mela)
- Museo diocesano di Mazara del Vallo (Diocesi di Mazara del Vallo)
- Museo diocesano di Messina (Arcidiocesi di Messina-Lipari-Santa Lucia del Mela)
- Museo diocesano di Monreale (Arcidiocesi di Monreale)
- Museo diocesano di Nicosia (Diocesi di Nicosia)
- Museo diocesano di Noto (Diocesi di Noto)
- Museo diocesano di Palermo (Arcidiocesi di Palermo)
- Museo diocesano di Patti (Diocesi di Patti)
- Museo diocesano di Piana degli Albanesi (Eparchia di Piana degli Albanesi)
- Museo diocesano di Piazza Armerina (Diocesi di Piazza Armerina)
- Museo diocesano di Ragusa (Diocesi di Ragusa)
- Museo diocesano di Santa Lucia del Mela (Arcidiocesi di Messina-Lipari-Santa Lucia del Mela)
- Museo diocesano di Siracusa (Arcidiocesi di Siracusa)
- Museo diocesano di Trapani (Diocesi di Trapani)
- Museo d'arte contemporanea San Rocco (Diocesi di Trapani)

## Musei della Toscana
- Museo diocesano d'arte sacra di Arezzo (Diocesi di Arezzo-Cortona-Sansepolcro)
- Museo dell'abbazia di Monte Oliveto Maggiore di Asciano (Abbazia territoriale di Monte Oliveto Maggiore)
- Museo civico e d'arte sacra di Colle di Val d'Elsa (Arcidiocesi di Siena-Colle di Val d'Elsa-Montalcino)
- Museo diocesano di Cortona (Diocesi di Arezzo-Cortona-Sansepolcro)
- Museo diocesano della cattedrale e cunicoli etruschi di Chiusi (Diocesi di Montepulciano-Chiusi-Pienza)
- Museo d'arte sacra di Fiesole (Diocesi di Fiesole)
- Museo diocesano di Santo Stefano al Ponte di Firenze (Arcidiocesi di Firenze)
- Museo dell'Opera del Duomo di Firenze (Arcidiocesi di Firenze)
- Museo d'arte sacra della diocesi di Grosseto (Diocesi di Grosseto)
- Museo diocesano Leonello Barsotti di Livorno (Diocesi di Livorno)
- Museo della cattedrale di Lucca (Arcidiocesi di Lucca)
- Museo diocesano di Massa (Diocesi di Massa Carrara-Pontremoli)
- Museo di arte sacra di Massa Marittima (Diocesi di Massa Marittima-Piombino)
- Museo civico e diocesano di Montalcino (Arcidiocesi di Siena-Colle di Val d'Elsa-Montalcino)
- Museo diocesano d'arte sacra di Pienza (Diocesi di Montepulciano-Chiusi-Pienza)
- Museo diocesano d'arte sacra Andrea Guardi di Piombino (Diocesi di Massa Marittima-Piombino)
- Museo dell'Opera del Duomo di Pisa (Arcidiocesi di Pisa)
- Museo diocesano di Pistoia (Diocesi di Pistoia)
- Museo di Palazzo Orsini di Pitigliano (Diocesi di Pitigliano-Sovana-Orbetello)
- Museo diocesano di Pontremoli (Diocesi di Massa Carrara-Pontremoli)
- Museo dell'Opera del Duomo di Prato (Diocesi di Prato)
- Museo diocesano d'arte sacra di San Miniato (Diocesi di San Miniato)
- Museo dell'Opera del Duomo di Siena (Arcidiocesi di Siena-Colle di Val d'Elsa-Montalcino)
- Museo diocesano d'arte sacra di Volterra (Diocesi di Volterra)

## Musei del Trentino-Alto Adige
- Museo diocesano di Bressanone (Diocesi di Bolzano-Bressanone)
- Museo diocesano tridentino di Trento (Arcidiocesi di Trento)

## Musei dell'Umbria
- Museo diocesano e cripta di San Rufino di Assisi (Diocesi di Assisi-Nocera Umbra-Gualdo Tadino)
- Museo del capitolo del duomo di Città di Castello (Diocesi di Città di Castello)
- Museo capitolare diocesano di Foligno (Diocesi di Foligno)
- Museo diocesano di Gubbio (Diocesi di Gubbio)
- Museo dell'Opera del Duomo di Orvieto (Diocesi di Orvieto-Todi)
- Museo capitolare di San Lorenzo di Perugia (Arcidiocesi di Perugia-Città della Pieve)
- Museo diocesano di Spoleto (Arcidiocesi di Spoleto-Norcia)
- Museo diocesano e capitolare di Terni (Diocesi di Terni-Narni-Amelia)

## Musei della Valle d'Aosta
- Museo del tesoro della cattedrale di Aosta (Diocesi di Aosta)

## Musei del Veneto
- Museo della cattedrale di Adria (Diocesi di Adria-Rovigo)
- Museo diocesano d'arte sacra di Chioggia (Diocesi di Chioggia)
- Museo diocesano di Feltre (Diocesi di Belluno-Feltre)
- Museo diocesano di Padova (Diocesi di Padova)
- Museo diocesano di Treviso (Diocesi di Treviso)
- Museo diocesano d'arte sacra Sant'Apollonia di Venezia (Patriarcato di Venezia)
- Museo diocesano di Verona (Diocesi di Verona)
- Museo diocesano di Vicenza (Diocesi di Vicenza)
- Museo diocesano Albino Luciani di Vittorio Veneto (Diocesi di Vittorio Veneto)
- Museo diocesano di scienze naturali Antonio De Nardi di Vittorio Veneto (Diocesi di Vittorio Veneto)